# 王雲鳳
王雲鳳（1465年—1518年），字應詔，號虎谷，山西遼州和順縣人，明朝政治人物。

## 生平
南京戶部尚書王佐之子。成化十九年（1483年）癸卯科山西鄉試舉人，二十年（1484年）聯捷甲辰科二甲第七十四名進士。二十三年（1487年）除礼部主客司主事，弘治四年（1491年）升祠祭司員外郎，九年（1496年）升祠祭司郎中，因弹劾太监李广与寿宁侯，被下锦衣卫诏狱。
弘治十一年（1498年）三月，贬河南陕州知州，十二年冬入觐京师，升陝西按察司佥事、奉敕提督学校，十四年升副使，奉敕整饬洮河岷州兵备，十七年七月考绩，都御史杨用宁及御史季春交荐，乃复改提学副使。正德二年（1507年）正月，升山东按察使，八月丁母忧归。
服阕，以吏部尚書张綵举荐，依附劉瑾門下。正德四年（1509年）十一月起复为国子监祭酒，曾去拜会劉瑾，劉瑾诧异其胡子茂密，叱曰：何物祭酒，一嘴猪毛耶。王云凤惶恐跪谢。后来上章请求以劉瑾所行法例，刻板永著为令，又欲请劉瑾前去太学视察，如唐朝鱼朝恩故事，被士论所鄙视。劉瑾倒台后，王云凤被科道官员弹劾，正德五年（1510年）九月请求致仕，不被允许，改任南京通政司右通政，十月因弹劾而致仕，回籍养病。七年八月经御史杨邦珍、通政使丁凤、都御史石玠等举荐，起升都察院右佥都御史、巡抚宣府，赴任两月後父亲去世而歸。十年二月服阕，八月除职如故，清理浙江、福建盐法，十一年正月再次以养病辞职。正德十三年（1518年）七月卒。